# Estádio Severino Cândido Carneiro
Estádio Severino Cândido Carneiro – stadion piłkarski, w Vitória de Santo Antão, Pernambuco, Brazylia, na którym swoje mecze rozgrywa klub Associação Desportiva Vitória.